# Morti nel 1740
| Questa pagina contiene informazioni ricavate automaticamente dalle voci biografiche con l'ausilio del template Bio e di un bot. L'aggiornamento è periodico e automatico e ricostruisce completamente la pagina. Se manca una persona in questa lista, sei pregato di non aggiungerla, ma accertati piuttosto che la sua voce biografica contenga il template Bio e che i dati anagrafici siano correttamente compilati. Se il template Bio manca, inseriscilo tu stesso o, in alternativa, metti l'avviso {{tmp\|Bio}} che ne segnala la mancanza. Se i dati riportati sono sbagliati, correggi direttamente la voce biografica; le modifiche saranno visibili in questa lista entro pochi giorni. Per chiarimenti vedi il progetto biografie. La lista contiene solo le 102 persone che sono citate nell'enciclopedia e per le quali è stato implementato correttamente il template Bio. Pagina aggiornata al 2 giu 2025. |

## Gennaio(12)
- 5 gennaio - Antonio Lotti, compositore italiano (n. 1667)
- 8 gennaio - Antonio Carmine Caracciolo, IV principe di Torella, principe e diplomatico italiano (n. 1692)
- 11 gennaio - Gianantonio Davia, cardinale e arcivescovo cattolico italiano (n. 1660)
- 17 gennaio - Matthias Buchinger, artista, calligrafo e illusionista tedesco (n. 1674)
- 19 gennaio - Michele Caballone, compositore italiano (n. 1692)
- 20 gennaio - Niccolò Comneno Papadopoli, storico, giurista e teologo italiano (n. 1655)
- 22 gennaio - Giberto Borromeo, cardinale italiano (n. 1671)
- 25 gennaio - Geminiano Giacomelli, compositore italiano (n. 1692)
- 26 gennaio - Giuseppe Maria Casotti, archivista e storico italiano (n. 1679)
- 27 gennaio - Luigi IV Enrico di Borbone-Condé, nobile e politico francese (n. 1692)
- 29 gennaio - Richard Lumley, II conte di Scarbrough, politico inglese (n. 1686)
- 30 gennaio - Amalia von Königsmarck, nobile, pittrice e attrice teatrale svedese (n. 1663)

## Febbraio(9)
- 6 febbraio - Papa Clemente XII, papa, vescovo cattolico e cardinale italiano (n. 1652)
- 7 febbraio - Tommaso Campailla, filosofo, poeta e medico italiano (n. 1668)
- 9 febbraio - Vincent Lübeck, compositore e organista tedesco (n. 1654)
- 13 febbraio - Jacques Bousseau, scultore francese (n. 1681)
- 15 febbraio - Nicolas Prosper Bauyn d'Angervilliers, politico e nobile francese (n. 1675)
- 23 febbraio - Massimiliano Soldani Benzi, pittore, scultore e medaglista italiano (n. 1656)
- 23 febbraio - Giovanni Cristoforo Zoppi, politico italiano (n. 1658)
- 25 febbraio - Girolamo Mattei Orsini, arcivescovo cattolico, letterato e diplomatico italiano (n. 1672)
- 29 febbraio - Pietro Ottoboni, cardinale italiano (n. 1667)

## Marzo(5)
- 7 marzo - Andrés de Orbe y Larreátegui, religioso e arcivescovo cattolico spagnolo (n. 1672)
- 12 marzo - Giovanni Battista Altieri, cardinale e arcivescovo cattolico italiano (n. 1673)
- 12 marzo - Gisella Agnese von Rath, principessa (n. 1669)
- 13 marzo - Michelangelo Tilli, medico e botanico italiano (n. 1655)
- 23 marzo - Olaus Rudbeck il Giovane, esploratore e scienziato svedese (n. 1660)

## Aprile(4)
- 21 aprile - Antonio Balestra, pittore e incisore italiano (n. 1666)
- 28 aprile - Bajirao I, generale indiano (n. 1700)
- 28 aprile - Mastani, indiana (n. 1699)
- 29 aprile - Cristoforo Benedetti, architetto e scultore italiano (n. 1657)

## Maggio(12)
- 8 maggio - Maria Carolina Sobieska, nobile polacca (n. 1697)
- 11 maggio - Giovanni Domenico Piastrini, pittore italiano (n. 1680)
- 13 maggio - Bartolomeo Pincellotti, scultore italiano (n. 1707)
- 13 maggio - Al-Husayn I ibn Ali al-Turki, sovrano tunisino (n. 1675)
- 14 maggio - Manuel d'Orléans, conte di Charny, generale francese (n. 1677)
- 15 maggio - Ephraim Chambers, scrittore britannico (n. 1680)
- 18 maggio - André Bouys, pittore e incisore francese (n. 1656)
- 19 maggio - Teofilo da Corte, teologo italiano (n. 1676)
- 22 maggio - John Boyle, II conte di Glasgow, nobile scozzese (n. 1688)
- 23 maggio - Pierre Crozat, funzionario francese (n. 1661)
- 25 maggio - Carlo Pisani, ammiraglio italiano (n. 1655)
- 31 maggio - Federico Guglielmo I di Prussia, re (n. 1688)

## Giugno(9)
- 2 giugno - Leandro di Porcia, cardinale e vescovo cattolico italiano (n. 1673)
- 5 giugno - Henry Grey, I duca di Kent, nobile e politico inglese (n. 1671)
- 5 giugno - Thomas Onslow, II barone Onslow, politico inglese (n. 1679)
- 7 giugno - Alexander Spotswood, politico, militare e esploratore britannico (n. 1676)
- 12 giugno - Johann Franz Schenk von Stauffenberg, arcivescovo cattolico tedesco (n. 1658)
- 15 giugno - Joseph Jenckes, politico statunitense (n. 1656)
- 17 giugno - William Wyndham, politico britannico (n. 1688)
- 24 giugno - Serafino Cenci, cardinale e arcivescovo cattolico italiano (n. 1676)
- 27 giugno - Pëtr Michailovič Eropkin, architetto russo (n. 1698)

## Luglio(5)
- 8 luglio - Pierre Vigne, presbitero francese (n. 1670)
- 16 luglio - Jan Kupecký, pittore ceco (n. 1666)
- 16 luglio - Maria Anna del Palatinato-Neuburg (n. 1667)
- 19 luglio - Charles-François de Vintimille du Luc, politico francese (n. 1653)
- 20 luglio - Giuseppe Antonio Caccioli, pittore italiano (n. 1672)

## Agosto(3)
- 2 agosto - René Hérault, politico, magistrato e nobile francese (n. 1691)
- 2 agosto - Elisabetta Sofia di Lorena, nobile francese (n. 1710)
- 31 agosto - Augustin Coppens, pittore e incisore fiammingo (n. 1668)

## Settembre(3)
- 2 settembre - Pietro Bianchi, pittore italiano (n. 1694)
- 13 settembre - Silvio Gaetano Gonzaga, nobile italiano (n. 1670)
- 27 settembre - Johann Friedrich Grael, architetto tedesco (n. 1708)

## Ottobre(5)
- 11 ottobre - Maddalena Augusta di Anhalt-Zerbst, nobile (n. 1679)
- 20 ottobre - Carlo VI d'Asburgo, sovrano (n. 1685)
- 21 ottobre - Benedetto Bresciani, bibliotecario e letterato italiano (n. 1658)
- 27 ottobre - Charles du Plessis d'Argentré, vescovo cattolico francese (n. 1673)
- 28 ottobre - Anna I di Russia, imperatrice russa (n. 1693)

## Novembre(2)
- 28 novembre - Johann Adolf von Metsch, nobile e politico austriaco (n. 1672)
- 28 novembre - Günther XLIII di Schwarzburg-Sondershausen, principe (n. 1678)

## Dicembre(5)
- 9 dicembre - Maria Maddalena Trenta, nobildonna e religiosa italiana (n. 1670)
- 10 dicembre - Giovanni Francesco Maria Marchi, compositore italiano (n. 1689)
- 13 dicembre - Benedetto Erba Odescalchi, cardinale italiano (n. 1679)
- 25 dicembre - Andrea Bianchi, architetto italiano (n. 1677)
- 30 dicembre - Rusudan di Circassia, nobildonna georgiana

## Senza giorno specificato(28)
- John Abernethy, teologo irlandese (n. 1680)
- Johann Peter Abesch, pittore svizzero (n. 1666)
- Agaja, re
- Domenico Alberti, compositore, clavicembalista e cantante italiano (n. 1710)
- Francesco Faraone Aquila, incisore italiano (n. 1676)
- Rinaldo Botti, pittore italiano (n. 1658)
- Teodoro Calmășu, nobile rumeno (n. 1660)
- Jean Cavalier, condottiero francese (n. 1681)
- François Chauvon, compositore francese (n. 1700)
- Demetrio Degni, tipografo e incisore italiano (n. 1648)
- Emetullah Kadin, ottomana
- Francesco Ferdinandi, pittore italiano (n. 1679)
- Richard Hayes, matematico britannico (n. 1715)
- Jaime de Rocamora, nobile spagnolo (n. 1684)
- Antonio Lorenzini, pittore e incisore italiano (n. 1655)
- Giovanni Luca Lucci, pittore italiano (n. 1637)
- Pietro Nelli, pittore italiano (n. 1672)
- Giuseppe Palmieri, pittore italiano (n. 1674)
- Giuseppe Pinzani, pittore italiano (n. 1679)
- Angelo Rangheri, scultore italiano (n. 1671)
- Arcangelo Resani, pittore e poeta italiano (n. 1670)
- Jeremy Sambrooke, VI baronetto, politico inglese (n. 1703)
- John Senex, cartografo, incisore e esploratore inglese (n. 1678)
- Shimun XIV Shlemon, vescovo cristiano orientale siro
- Abbas III, persiano (n. 1732)
- Alessandro Speroni, architetto italiano (n. 1680)
- Tahmasp II, sovrano persiano (n. 1704)
- Fernando de Valdés y Tamón, militare e politico spagnolo (n. 1661)